# Gerichtsbezirk Wegstädtl
Der Gerichtsbezirk Wegstädtl (tschechisch: soudní okres Štětí) war ein dem Bezirksgericht Wegstädtl unterstehender Gerichtsbezirk im Kronland Böhmen. Er umfasste Gebiete im Nordwesten Böhmens. Zentrum und Gerichtssitz des Gerichtsbezirks war die Stadt Wegstädtl (Štětí). Das Gebiet gehörte seit 1918 zur neu gegründeten Tschechoslowakei und ist seit 1993 Teil der Tschechischen Republik.

## Geschichte
Die ursprüngliche Patrimonialgerichtsbarkeit wurde im Kaisertum Österreich nach den Revolutionsjahren 1848/49 aufgehoben. An ihre Stelle traten die Bezirks-, Landes- und Oberlandesgerichte, die nach den Grundzügen des Justizministers geplant und deren Schaffung am 6. Juli 1849 von Kaiser Franz Joseph I. genehmigt wurde. Der Gerichtsbezirk Wegstädtl gehörte zunächst zum Kreis Leitmeritz und umfasste 1854 die 28 Katastralgemeinden Aujezd, Brotzen, Chudolas, Gastdorf, Jeschowitz, Kochowitz, Kržschow, Liboch, Molschen, Maschnitz, Mastiřzowitz, Medonost, Podscheplitz, Radaun, Sukohrad, Schelesen, Schnedowitz, Schwařzenitz, Stratschen, Strachel, Střzischowitz, Tschakowitz, Tupadl, Wallach, Webrutz, Wegstädtl, Welleschitz und Zebus. Der Gerichtsbezirk Wegstädtl bildete im Zuge der Trennung der politischen von der judikativen Verwaltung ab 1868 gemeinsam mit dem Gerichtsbezirk Dauba (Dubá) den Bezirk Dauba.
Im Gerichtsbezirk Wegstädtl lebten 1869 12.657 Menschen in 28 Gemeinden bzw. ebenso vielen Katastralgemeinden. Bis 1890 sank die Einwohnerzahl mit 12.319 Menschen leicht, ein Trend, der sich bis 1900 fortsetzte, als nur noch 11.848 Menschen im Gerichtsbezirk auf 139,60 km² lebten. Der Gerichtsbezirk Wegstädtl wies 1910 eine Bevölkerung von 11.620 Personen auf, von denen 10.766 Deutsch und 834 Tschechisch als Umgangssprache angaben. Im Gerichtsbezirk lebten zudem 20 Anderssprachige oder Staatsfremde.
Durch die Grenzbestimmungen des am 10. September 1919 abgeschlossenen Vertrages von Saint-Germain kam der Gerichtsbezirk Wegstädtl vollständig zur neugegründeten Tschechoslowakei, wobei die Gerichtseinteilung bis 1938 im Wesentlichen bestehen blieb. Nach dem Münchner Abkommen wurde das Gebiet dem Landkreis Dauba zugeschlagen. Per 1. Mai 1939 wurde der Gerichtsbezirk jedoch durch eine Neugliederung der teilweise zerschnittenen Kreise im Sudetenland Teil des Landkreises Leitmeritz, bereits zum 1. August 1939 wurde der Landkreis Dauba jedoch in seinen alten Grenzen (Gerichtsbezirke Dauba und Wegstädtl) wiedererrichtet. Nach dem Zweiten Weltkrieg gehörte das Gebiet zu den Bezirken Litoměřice und Mělník, dessen Behörden jedoch im Zuge einer Verwaltungsreform 2003 ihre Verwaltungskompetenzen verloren. Diese werden seitdem von den Gemeinden bzw. den Regionen (Středočeský kraj bzw. Ústecký kraj), zu denen das Gebiet um Štětí seit Beginn des 21. Jahrhunderts gehört, wahrgenommen.

## Gerichtssprengel
Der Gerichtssprengel umfasste Ende 1914 die 28 Gemeinden Aujest b. Dauba (Újezd u Chcebuze), Brotzen (Brocno), Chudolas (Chodolazy), Gastdorf (Hostka), Jeschowitz (Ješovice), Kochowitz (Kochovice), Krzeschow (Křešov), Liboch (Liběchov), Maschnitz (Mošnice), Mastiřzowitz (Mastýřzovice), Medonost (Medonosy), Molschen (Malešov), Podscheplitz (Počeplice), Radaun (Radouň), Schelesen (Želizy), Schnedowitz (Šnedovice), Schwařzenitz (Svařenice), Strachel (Strachaly), Stratschen (Strači), Střzischowitz (Střížovice), Sukohrad (Sukorady), Tschakowitz (Čákovice), Tupadl (Tupadly), Wallach (Bylochov), Webrutz (Vrutice), Wegstädtl (Štětí), Welleschitz (Veležice) und Zebus (Cheevuz).